# Messiah

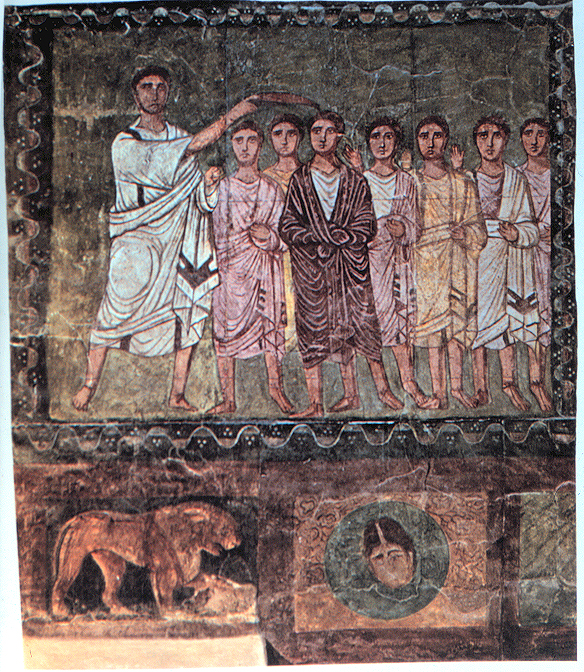
Samuel xức dầu cho David, Dura Europos, Syria, niên đại: Thế kỷ 3 CN.

Messiah (tiếng Hebrew: מָשִׁיחַ, đã Latinh hoá: māšîaḥ; tiếng Hy Lạp: μεσσίας, messías; tiếng Ả Rập: مسيح, masîḥ, tiếng Việt: Mê-si-a, dịch nghĩa là "người được xức dầu") được xem là một vị cứu tinh đến giải phóng một nhóm người, phổ biến nhất trong các tôn giáo Abraham. Trong Kinh Thánh Hebrew, một messiah có thể là một vị vua hoặc Thượng tế được xức dầu theo cách truyền thống với dầu thánh. Tuy nhiên, các messiah không phải chỉ là người Do Thái, như Kinh Thánh Hebrew đã đề cập đến Cyrus Đại đế, vua Ba Tư, là một messiah vì ông đã ra sắc lệnh cho xây dựng lại Đền thờ Giêrusalem. Messiah của người Do Thái là một nhà lãnh đạo được Thiên Chúa xức dầu, phải là hậu duệ của dòng dõi vua David, là người sẽ cai trị các chi tộc thống nhất của dân Israel và báo trước Thời đại của Đấng cứu độ sẽ đem lại hòa bình trên toàn cầu.
Kinh Thánh Bản Bảy Mươi (Septuaginta) dịch từ Hebrew này sang tiếng Hy Lạp là Χριστός (Khristós), phiên âm tiếng Việt: Ki-tô hay Cơ-đốc, mà trong Kitô giáo đã trở thành tên gọi và danh hiệu cho Giê-su. Các Kitô hữu tin rằng các lời tiên tri trong Kinh Thánh Hebrew (đặc biệt là sách Isaiah) đề cập tới một vị cứu độ tinh thần mà Giê-su chính là vị Messiah đó.